# Coupe de France de cyclisme sur route 2005
La Coupe de France de cyclisme sur route 2005 est la 14e édition de la coupe de France de cyclisme sur route.
La victoire finale revient au Belge Philippe Gilbert de l'équipe française La Française des jeux.
La course À travers le Morbihan (renommée Grand Prix de Plumelec-Morbihan en 2006) est annulée pour des raisons budgétaires. Les Boucles de l'Aulne est également annulée. La Classique des Alpes disparaît après l'édition de 2004.
Cette édition de la Coupe de France est donc disputée sur un total de 14 épreuves.

## Résultats
La liste des courses composant la compétition et le podium de chacune d'entre elles sont les suivants :
| 19 fév.   | Tour du Haut-Var                 | Philippe Gilbert | Ruggero Marzoli    | Cédric Vasseur     |
| 20 fév.   | Classic Haribo                   | Gorik Gardeyn    | Lilian Jégou       | Alessandro Ballan  |
| 20 mars   | Cholet-Pays de la Loire          | Pierrick Fédrigo | Alberto Benito     | Jimmy Engoulvent   |
| 29 mars   | Paris-Camembert                  | Laurent Brochard | Brett Lancaster    | Sandy Casar        |
| 1 avr.    | Route Adélie de Vitré            | Daniele Contrini | Moisés Aldape      | Jérôme Pineau      |
| 3 avr.    | Grand Prix de la ville de Rennes | Ludovic Turpin   | Daniele Contrini   | Sébastien Duret    |
| 14 avr.   | Grand Prix de Denain             | Jimmy Casper     | Mark Renshaw       | Lloyd Mondory      |
| 17 avr.   | Tro Bro Leon                     | Tristan Valentin | Cédric Coutouly    | Mikhail Timochine  |
| 1 mai     | Trophée des grimpeurs            | Philippe Gilbert | Yoann Le Boulanger | Nicolas Inaudi     |
| 16 mai    | Grand Prix de Villers-Cotterêts  | Bradley McGee    | Samuel Plouhinec   | John Gadret        |
| 22 mai    | Tour de Vendée                   | Jonas Ljungblad  | László Bodrogi     | Stéphane Pétilleau |
| 31 juill. | Polynormande                     | Philippe Gilbert | Ludovic Turpin     | Mickaël Buffaz     |
| 18 sept.  | Grand Prix d'Isbergues           | Niko Eeckhout    | Stefan van Dijk    | Robbie McEwen      |
| 6 oct.    | Paris–Bourges                    | Lars Bak         | Benoît Vaugrenard  | Grégory Rast       |

## Classements

### Individuel
Le classement général final est le suivant :
| Classement par points | Classement par points | Classement par points | Classement par points           | Classement par points |
| Coureur               | Coureur               | Pays                  | Équipe                          | Points                |
| --------------------- | --------------------- | --------------------- | ------------------------------- | --------------------- |
| 1er                   | Philippe Gilbert      | Belgique              | La Française des jeux           | 162 pts               |
| 2e                    | Ludovic Turpin        | France                | AG2R Prévoyance                 | 108 pts               |
| 3e                    | Pierrick Fédrigo      | France                | Bouygues Telecom                | 65 pts                |
| 4e                    | Tristan Valentin      | France                | Auber 93                        | 60 pts                |
| 5e                    | Lilian Jégou          | France                | La Française des jeux           | 58 pts                |
| 6e                    | John Gadret           | France                | Jartazi-Granville               | 53 pts                |
| 7e                    | Samuel Plouhinec      | France                | Bretagne-Jean Floc'h            | 51 pts                |
| 8e                    | Laurent Brochard      | France                | Bouygues Telecom                | 50 pts                |
| 9e                    | Jimmy Casper          | France                | Cofidis-Le Crédit par Téléphone | 50 pts                |
| 10e                   | Bradley McGee         | Australie             | La Française des jeux           | 50 pts                |

### Par équipe
Le classement général final de la meilleure équipe est le suivant.
| Classement par équipes aux points | Classement par équipes aux points | Classement par équipes aux points | Classement par équipes aux points |
| Équipe                            | Équipe                            | Pays                              | Points                            |
| --------------------------------- | --------------------------------- | --------------------------------- | --------------------------------- |
| 1re                               | La Française des jeux             | France                            | 122 pts                           |
| 2e                                | Crédit Agricole                   | France                            | 81 pts                            |
| 3e                                | Auber 93                          | France                            | 79 pts                            |
| 4e                                | AG2R Prévoyance                   | France                            | 77 pts                            |
| 5e                                | Agritubel                         | France                            | 77 pts                            |
| 6e                                | Bretagne-Jean Floc'h              | France                            | 74 pts                            |
| 7e                                | Cofidis-Le Crédit par Téléphone   | France                            | 68 pts                            |
| 8e                                | Bouygues Télécom                  | France                            | 66 pts                            |
| 9e                                | RAGT Semences                     | France                            | 56 pts                            |

### Jeunes
| Classement du meilleur jeune | Classement du meilleur jeune | Classement du meilleur jeune | Classement du meilleur jeune | Classement du meilleur jeune |
| Coureur                      | Coureur                      | Pays                         | Équipe                       | Points                       |
| ---------------------------- | ---------------------------- | ---------------------------- | ---------------------------- | ---------------------------- |
| 1er                          | Philippe Gilbert             | Belgique                     | La Française des jeux        |                              |